# Dödsbo
Dödsbo eller sterbhus är kvarlåtenskapen efter en avliden person. Dödsboet räknas som en juridisk person. Ett dödsbo involverar en rad juridiska och praktiska steg. I Sverige styrs denna process av Ärvdabalken och innehåller följande steg. Kvarlåtenskapen ska enligt lag förtecknas i en bouppteckning inom tre månader efter dödsfallet. Fram till arvskiftet förvaltas kvarlåtenskapen av de efterlevande som har arvsrätt till den avlidnes egendom. En sådan person kallas antingen dödsbodelägare, eller efterarvinge för den som har rätt att få ut sitt arv först efter att en dödsbodelägare har avlidit. Ett dödsbo kan också förvaltas av en boutredningsman. Dödsboet upplöses när arvskiftet är avslutat och all kvarlåtenskap fördelats mellan arvingarna. Vid dödsbo i ett annat Eu-land kan man ansöka om ett europeiskt arvsintyg från skatteverket som bevis att man är rätt person i ett dödsbo. Europeiska arvsintyg gäller i alla länder inom europeiska unionen  förutom Danmark och Irland. 
Dödsboet svarar för alla kostnader för begravning. Även de närmast anhörigas omkostnader för begravningen kan belasta dödsboet, till exempel sorgkläder, transporter, vistelsekostnader och så vidare. 

## Sterbhus
Det från tyskan lånade ordet sterbhus används sällan i dag. Det förekommer inte heller längre i lagtexterna. Ordet har emellertid en något vidare betydelse än dödsbo då det, utöver den avlidnes tillgångar och skulder, även kan avse de efterlevande arvingarna eller dödsbodelägarna.